# Landsforræderloven
Landsforræderloven eller Landssvigerloven, også kaldet Straffelovstillægget, var en særlov vedtaget af Folketinget som led i retsopgøret efter 2. verdenskrig, som midlertidigt genindførte dødsstraf i Danmark for forbrydelser af landsskadelig karakter begået under den tyske besættelse. Loven, hvis fulde navn var Lov om Tillæg til Borgerlig Straffelov angaaende Forræderi og anden landsskadelig Virksomhed  blev således indført med tilbagevirkende kraft, hvilket er et særsyn i dansk politisk historie.
Som følge af loven blev der fra 1945 til 1950 afsagt 103 dødsdomme. 78 af dem blev stadfæstet ved Højesteret, og 46 af disse blev fuldbyrdet ved skydning. Henrettelserne fandt sted i Undallslund plantage ved Viborg, og i henrettelsesskuret,  i en af de fjernere dele af Bådsmandsstrædes Kaserne, på 2. Redan af Enveloppen ved Margretheholm,  på Amager ved København; de fandt sted om natten i al hemmelighed i et dertil indrettet træskur.